# Frédérik Deburghgraeve
Frederik "Fred" Edouard Robert Deburghgraeve (Roeselare, 1 de junho de 1973) é um nadador belga, campeão olímpico e mundial da prova dos 100 metros peito.
Foi detentor do recorde mundial dos 100m peito entre 1996 e 2000, com a marca de 1m00s65, obtida na final dos Jogos Olímpicos de Atlanta em 1996.